# NGC 6920
NGC 6920 is een lensvormig sterrenstelsel in het sterrenbeeld Octant. Het hemelobject werd op 21 juli 1835 ontdekt door de Britse astronoom John Herschel.

## Synoniemen
- ESO 26-4
- AM 2036-801
- PGC 65273